# Інкасація

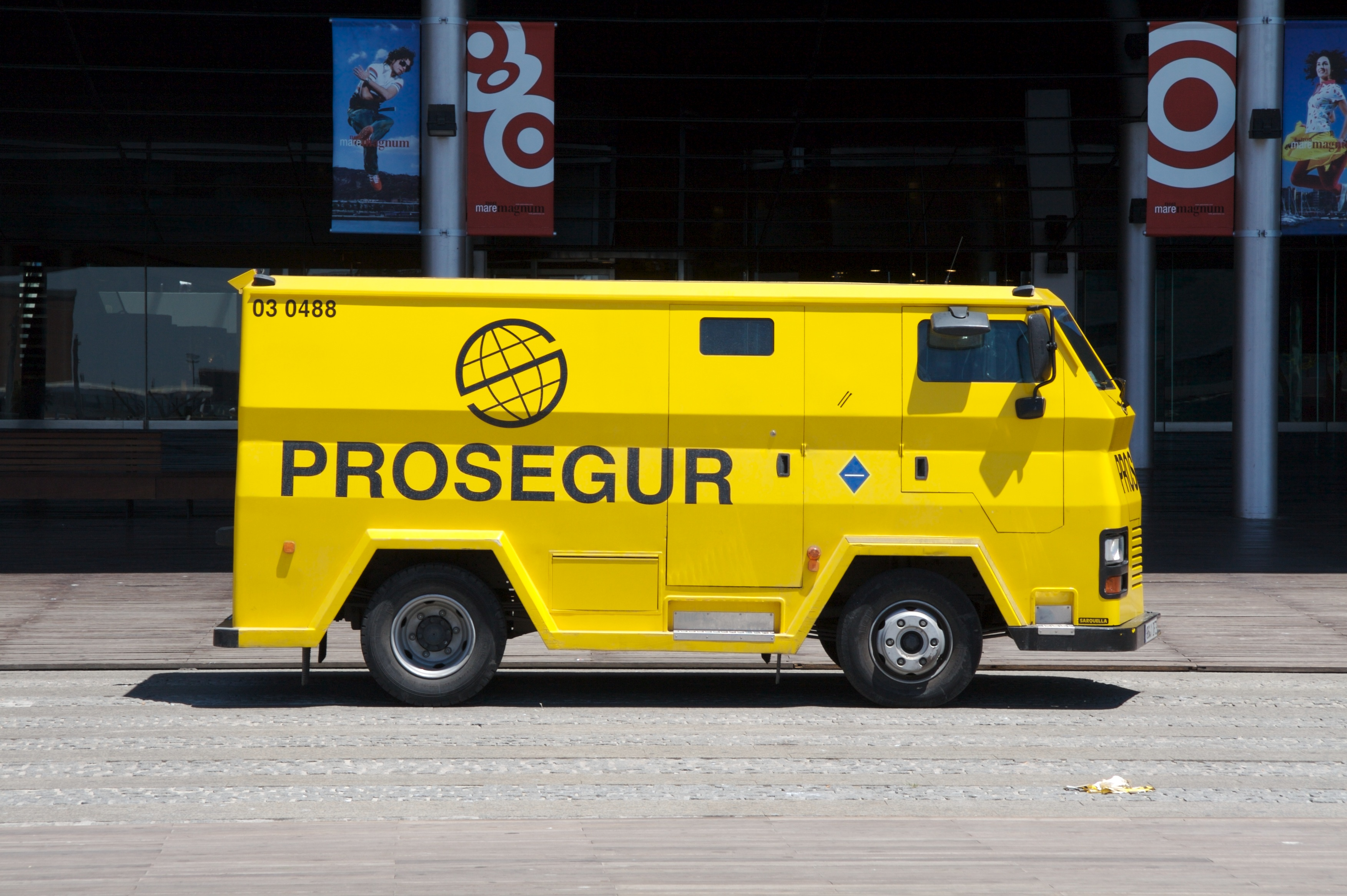

Не плутати з Інкасуванням
Інкасація — збір та перевезення готівкових грошових коштів між організаціями та їх підрозділами.
Посадова особа, в обов'язки якого входить інкасація, називається інкасатором.

Крім готівкових коштів, інкасатори перевозять і інші матеріальні цінності — особливо важливі документи, дорогоцінні метали, банківські картки та інше.
Багато транзитних компаній є приватними охоронними компаніями, які пропонують перевозку готівки як частину своїх послуг.
Послуги інкасації можуть здійснюватися на звичайних, напівброньованих або броньованих транспортних засобах. Застосування звичайних автомобілів, як правило, дозволяється лише тоді, коли використовуються також альтернативні методи безпеки, такі як інтелектуальні системи нейтралізації банкнот.